# 喃語
喃語（なんご、英語: Babbling）とは、乳児が発する意味のない声。赤ちゃん言葉とも言う。言語を獲得する前段階で、声帯の使い方や発声される音を学習している。
最初に「あっあっ」「えっえっ」「あうー」「おぉー」など、母音を使用するクーイングが始まり、その後多音節からなる音を発声するようになる。この段階が喃語と呼ばれるものであり、クーイングの段階は通常、喃語に含めない。
喃語の使用によって乳児は口蓋や声帯、横隔膜の使い方を学び、より精密な発声の仕方を覚えていく。

## クーイングから喃語へ
- 生後2か月ころからクーイングが始まる。
- 生後4か月ころから母音の喃語が始まる。
- 生後5か月ころから子音を含む喃語が始まる。
- 生後6か月ころから反復する音の喃語が始まる。
- 生後8か月ころから音がより明瞭になる。
- 生後10か月ころから身振りとともに発声がはじまり、意志伝達ができるようになる。そのかわり喃語は減り始める。
- 1歳のころには自分の名前を認識し、呼びかけに応えるようになる。